# 大有街道
大有街道，是中华人民共和国黑龙江省绥化市北林区下辖的一个乡镇级行政单位。

## 行政区划
大有街道下辖以下地区：
奋斗社区、政通社区和团结社区。